# (752) Sulamitis
(752) Sulamitis est un astéroïde de la ceinture principale.

## Caractéristiques
Il a été découvert le 30 avril 1913 par l'astronome russe Grigori Néouïmine depuis l'observatoire de Simeïz. Sa désignation provisoire était 1913 RL.
Le nom Sulamitis fait référence à la Sulamite, une femme dans le Cantique des Cantiques.

Les calculs d'après les observations de l'IRAS lui accordent un diamètre d'environ 63 kilomètres.